# Ranunculus forreri
Ranunculus forreri är en ranunkelväxtart som beskrevs av Edward Lee Greene. Ranunculus forreri ingår i släktet ranunkler, och familjen ranunkelväxter. Inga underarter finns listade i Catalogue of Life.